# 札幌市立新琴似中学校
札幌市立新琴似中学校（さっぽろしりつ しんことにちゅうがっこう）は、北海道札幌市北区新琴似7にある公立中学校。

## 沿革
- 1947年（昭和22年） - 開校

## 学校経営方針
学校教育目標
- 未来をつくる生徒の無限の可能性をめざして

めざす生徒像
- 学習に興味を持ち よく勉強する生徒 〔知〕
- 明朗で豊かな心、優しい心を持つ生徒 〔徳〕
- つよく たくましい体に鍛える生徒 〔体〕

学校経営の基本方針
- 「生徒の健やかな育ちを保証する学校づくり」
  - 1.全ての教育活動を通して、本校生徒としての自負心・愛校心を育む。
  - 2.校内に教師の自己研修を基盤とした研修の気風を確立する。
  - 3.学級経営・学年経営を基盤に、生徒理解を基調とした生徒指導を推進する。
  - 4.校務分掌・教育課程を通して、開発的生徒指導の積極的な展開を図る。
  - 5.不登校・特別支援等の個別支援、進路探求・キャリア教育の具体化を図る。

## 部活動

### 体育系部活動
| - 野球部 平成21・22年全道大会出場 - 男子バスケットボール部 - 女子バスケットボール部 - 女子バレーボール部 | - 卓球部（男女） - 女子バドミントン部 - ソフトテニス部（男女） - 男子サッカー部 - 陸上部（男女）平成22年個人種目全国大会出場 平成23･24年個人種目全道大会出場 平成25年個人種目全国大会出場 |

### 文化系部活動
| - 吹奏楽部 | - 美術部 |

## 卒業生
- 石井純二 - 北洋銀行元頭取
- 石崎岳 - 衆議院議員
- 松木謙公 - 衆議院議員
- 安田光春 - 北洋銀行頭取